# Croton citrifolius
Espèce
Croton citrifolius est une espèce de plantes à fleurs du genre Croton et de la famille des Euphorbiaceae, présente à Haïti.
Il a pour synonyme :
- Oxydectes citrifolia, (Lam.) Kuntze